# Currículum educatiu
|  | No s'ha de confondre amb curriculum vitae. |

El currículum educatiu (del llatí currere, cursa) és el conjunt de competències bàsiques, objectius, continguts, mètodes pedagògics i criteris d'avaluació de cada matèria que s'ensenyen en un programa educatiu, usualment d'educació formal. Els sabers i actituds que no hi figuren de manera explícita, però que també es transmeten a l'ensenyament formen el currículum ocult, en contraposició a l'oficial. A l'escola obligatòria aquest currículum té uns mínims fixats per l'administració pública, que donen lloc a títols reconeguts. La resta d'aprenentatges els decideix la institució educativa corresponent.
El currículum conté una sèrie d'objectius o elements que han de ser assolits pels estudiants i que fixen el pla d'estudis corresponent, amb possibles itineraris o optativitat i uns mínims compartits. Els elements poden pertànyer als conceptes, als procediments, als valors, a les dades o a qualsevol idea i conducta que es consideri susceptible de ser ensenyada. Les crítiques al currículum se centren precisament en la selecció dels elements centrals, sigui pel nivell de dificultat o pels prejudicis que guien la seva configuració (per exemple etnocentrisme).
Addicionalment, el currículum pot incloure recomanacions sobre didàctica o gradació de continguts, per exemple segons l'edat dels estudiants o el curs on es trobin, de forma que l'accés al coneixement sigui gradual i en creixent abstracció i complexitat.
Els centres educatius desenvolupen i completen el currículum oficial dictat per les lleis bàsiques del país (si legisla sobre educació reglada), l'anomenat disseny curricular de base o DCB. El currículum elaborat pel centre formarà part del seu projecte educatiu. Els teòrics del currículum afirmen que es divideix entre currículum explícit, format per allò que inclou, i el currículum ocult, que consta tant d'allò omès com dels ensenyaments no evidents que es transmeten al mateix temps que els oficials.
A la nostra societat, encara acceptem i considerem el currículum masculí com a universal.